# Taeniophyllum platyrhizum
Taeniophyllum platyrhizum är en orkidéart som beskrevs av Rudolf Schlechter. Taeniophyllum platyrhizum ingår i släktet Taeniophyllum och familjen orkidéer. Inga underarter finns listade i Catalogue of Life.